# صبيحة الشيخ داود
صبيحة أحمد داود (1912- 1975) وهي حقوقية ومحامية عراقية مشهورة، وأول فتاة عراقية أكملت دراستها الجامعية في كلية الحقوق.

## الولادة والنشأة
وهي صبيحة بنت الشيخ أحمد بن الشيخ داود بن الشيخ جرجيس الراوي، كان والدها الشيخ أحمد الداود وزير الأوقاف في عهد المملكة العراقية. ولدت في بغداد سنة 1330هـ/ 1912م وبها نشأت وتعلمت القرآن الكريم في صغرها، ثم أكملت الدراسة الابتدائية والمتوسطة، وبعدها دخلت دار المعلمات الابتدائية، وفي عام 1936 دخلت كلية الحقوق وتخرجت فيها سنة 1940م، وهي تعد أول فتاة عراقية أكملت دراسة الحقوق وكانت تسمى بلقب الحقوقية الأولى.
شاركت في صغرها عندما كانت بعمر 9 سنوات في المهرجان الأدبي الكبير الذي أقيم في بغداد سنة 1921م بعنوان سوق عكاظ، فمثلت فيه بدور الشاعرة العربية الخنساء وهي تركب ناقة عربية وكان ذلك بحضور الملك فيصل الأول وكذلك والدها وزير الأوقاف الشيخ أحمد الداود.

## من مؤلفاتها
صدر لها عام 1958 كتاب بعنوان (أول الطريق إلى النهضة النسوية الحديثة) روت فيه تجربتها النسوية.

## وظائفها
مارست مهنة المحاماة مدة يسيرة ثم عينت مفتشاً في وزارة المعارف ثم عينت بمنصب قاضية في محاكم بغداد عام 1956.
وفي عام 1958 عينت عضوا في محكمة الاحداث واستمرت في هذه الوظيفة حتى أحيلت على التقاعد.

## وفاتها
توفيت في بغداد عام 1395هـ / 1975م، ودفنت في مقبرة الخيزران.